# Narcissus xaverii
Narcissus xaverii är en amaryllisväxtart som beskrevs av Nava och Fern.Casado. Narcissus xaverii ingår i släktet narcisser, och familjen amaryllisväxter.
Artens utbredningsområde är Spanien. Inga underarter finns listade i Catalogue of Life.